# Aristolochia lagesiana
Aristolochia lagesiana är en piprankeväxtart som beskrevs av Ernst Heinrich Georg Ule. Aristolochia lagesiana ingår i släktet piprankor, och familjen piprankeväxter. Inga underarter finns listade i Catalogue of Life.